# Jas Pal Badyal
Jas Pal Singh Badyal (março de 1964) FRS é um químico britânico.